# 3α-羟基类固醇脱氢酶 (B特异性)
3α-羟基类固醇脱氢酶 (B特异性)（英語：3α-hydroxysteroid dehydrogenase (B-specific)，EC 1.1.1.50（页面存档备份，存于））化学式为：C1159H1889O348N327S9是一种以NAD+或NADP+为受体、作用于供体CH-OH基团上的氧化还原酶。这种酶能催化以下酶促反应：
雄甾酮 + NAD(P)+ {\displaystyle \rightleftharpoons } 5α-雄甾烷-3,17-二酮 + NAD(P)H + H+
3α-羟基类固醇脱氢酶 (B特异性)主要参与三条代谢途径：胆汁酸的生物合成、C21类固醇激素的代谢以及雄激素和雌激素的代谢。